# Konstantin Paszczenko
Konstantin Iwanowicz Paszczenko ros. Константин Иванович Пащенко (ur. 1830, zm. 1900) – działacz państwowy Imperium Rosyjskiego, gubernator archangielski, kurlandzki i pskowski.

## Życiorys
Konstantin Iwanowicz Paszczenko urodził się w 1830 roku. Uczył się w Liceum Richelieu w Odessie. W służbie państwowej od 1855 roku. W 1874 roku wyznaczony na wicegubernatora chersońskiego. Na tym stanowisku przeprowadził liczne rewizje. 
Od 20 sierpnia 1883 roku sprawował urząd gubernatora archangielskiego, a od 19 grudnia?/31 grudnia 1885 roku został wyznaczony gubernatorem kurlandzkim na miejsce nominowanego na senatora Paula von Lilienfeld-Toala. Urząd ten pełnił w randze rzeczywistego radcy stanu (IV cywilna w tabeli rang). Jego nominacja wiązała się z intensyfikacją prowadzonej przez cesarza Aleksandra III polityki rusyfikacji guberni bałtyckich. Sam Paszczenko był zażartym zwolennikiem rusyfikacji, choć bardziej umiarkowanym niż nominowany na gubernatora estońskiego książę Siergiej Szachowskoj. W 1886 roku zaproponował on carowi zniesienie odrębnego prawa lokalnego guberni kurlandzkiej, co jednak zostało uznane przez Aleksandra III za przedwczesne. Wszedł natomiast w życie wydany przez niego nakaz używania wyłącznie języka rosyjskiego w dokumentach i sprawozdaniach z prac samorządów. Przeniesiony do guberni pskowskiej 31 marca?/12 kwietnia 1888 roku.
Od 1889 roku w randze tajnego radcy (III cywilna). Otrzymał Order Orła Białego.
Do 7 czerwca?/20 czerwca 1900 pełnił obowiązki gubernatorskie, zmarł w tym roku.